# Islamitische Ontwikkelingsbank

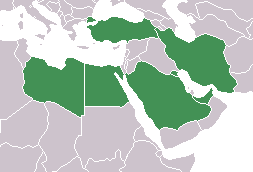
Aangesloten landen

De Islamitische Ontwikkelingsbank (Engels: Islamic Development Bank, IDB) (IOB) is gevestigd in het Saoedische Djedda.
De IOB is een internationale bank met 56 lidstaten die zich met het financieren van ontwikkelingsprojecten bezighoudt. Op basis van ingestoken kapitaal zijn volgende staten de voornaamste aandeelhouders in de bank:
- Egypte
- Koeweit
- Iran
- Libië
- Saoedi-Arabië
- Turkije
- Verenigde Arabische Emiraten

De bank verzorgt vooral economische en sociale ontwikkeling in zowel de lidstaten als in islamitische niet-leden.